# Мадагаскарский нырок
Мадагаскарский нырок (лат. Aythya innotata) — вид чрезвычайно редких птиц из семейства утиных. В течение 1990-х годов представителей вида не могли обнаружить. Мадагаскарские нырки вновь были найдены в 2006 году на озере Мацаборимена на Мадагаскаре. По состоянию на осень 2017 года популяция составляет около 90 взрослых особей.

## Сокращение численности и повторное открытие
В начале XX века в местах обитания этот вид был обычным. В 1940-х и 1950-х годах в озере Алаутра было интродуцировано несколько чужеродных видов рыб. Впоследствии оказалось, что эти рыбы поедают птенцов и даже нападают на взрослых уток. В этот же период расширились площади посевов риса, возросло поголовье скота, который пасся на берегу озера, а местное население начало выжигать прибрежную растительность, рыбаки начали ставить сети, попав в которые, утки гибли. Эти неблагоприятные факторы вызывали сокращение популяции и, в конечном итоге, уток перестали наблюдать на озере. Последнее сообщение о встрече с этим видом относилось к 9 июня 1960 года, когда на озере была отмечена небольшая стая из примерно 20 особей. Один самец был подстрелен и его тушка ныне находится в Зоологическом музее Амстердама. В 1970 году было сообщение из другой части Мадагаскара, достоверность которого является сомнительной. Впоследствии один самец был встречен на озере Алаотра Центрального плато Мадагаскара в 1991 году, он был пойман и содержался в Ботаническом саду в Антананариву (Мадагаскар), но спустя год птица умерла. Интенсивные поиски и рекламные кампании в 1989—1990, 1993—1994 и 2000—2001 годах не дали никаких сведений об этой птице. В ноябре 2006 года в отдаленном районе северного Мадагаскара на озере Мастаборимена был обнаружен выводок из четырех недавно вылупившихся утят и 9 взрослых уток. В 2008 году там же было обнаружено лишь 25 взрослых птиц.
В Фонде охраны дикой природы имени Даррелла и организации по защите водно-болотных угодий и водоплавающих птиц Великобритании была начата кампания по сохранению вида. Партию яиц инкубировали в лаборатории, которая была сооружена в палатке на берегу озера. После вылупления утята были перевезены в местную гостиницу, где для них был создан «питомник». Выросшие птицы стали размножаться в 2012 году, в результате чего появилось 18 утят, а к 2013 году общее поголовье нырков в питомнике «Antsohihy» достигло 80. Осенью 2017 года популяция вида увеличилась до 90 особей.
По состоянию на 2006 год вид находился в новой категории «Возможно, вымерший» Красного списка МСОП. После повторного нахождения его старый статус Находящиеся на грани полного исчезновения был восстановлен в выпуске следующего года.